# Bahnstrecke Mellrichstadt–Fladungen
| 98 886 talwärts vor Nordheim |                      |                                            |                                            |
| Streckennummer (DB): | 5243                 |                                            |                                            |
| Kursbuchstrecke (DB): | 12815                |                                            |                                            |
| Kursbuchstrecke: | 419n (1946)          |                                            |                                            |
| Streckenlänge: | 18,35 km             |                                            |                                            |
| Spurweite: | 1435 mm (Normalspur) |                                            |                                            |
| Streckenklasse: | B1                   |                                            |                                            |
| Minimaler Radius: | 200 m                |                                            |                                            |
| Streckengeschwindigkeit: | 40 km/h              |                                            |                                            |
| Zugbeeinflussung: | keine                |                                            |                                            |
| |                      |                                            |                                            |
| \| \| \| von Schweinfurt \| \| \| \| 0,000 \| Mellrichstadt Bahnhof \| 270,7 m \| \| \| \| Klippergraben \| \| \| \| \| nach Meiningen \| \| \| \| \| Mahlbach \| \| \| \| 1,118 \| Meininger Landstraße, ztw. Bundesstraße 19 \| Meininger Landstraße, ztw. Bundesstraße 19 \| \| \| 1,219 \| Mellrichstadt Stadt \| Mellrichstadt Stadt \| \| \| 1,30 \| Firma Wischerath & Schreiner \| Firma Wischerath & Schreiner \| \| \| \| Bundesstraße 285 neu \| \| \| \| 3,879 \| Firma Rothhaupt \| Firma Rothhaupt \| \| \| 5,220 \| Stockheim (Unterfr) \| 293,7 m \| \| \| \| Bundesstraße 285 \| \| \| \| \| Streu \| \| \| \| \| \| \| \| \| \| Firma Nix & Zinn (Kupfermühle) \| \| \| \| 8,040 \| Ostheim v d Rhön \| 295,3 m \| \| \| 8,436 \| Firma Grob \| Firma Grob \| \| \| \| Bahra \| \| \| \| 12,920 \| Nordheim v d Rhön (ehem. Bf) \| 332,5 m \| \| \| 12,931 \| Basaltwerk Leimbach & Co. G.m.b.H \| Basaltwerk Leimbach & Co. G.m.b.H \| \| \| 13,475 \| Basaltwerk Leimbach & Co. G.m.b.H \| Basaltwerk Leimbach & Co. G.m.b.H \| \| \| \| Eisgraben \| \| \| \| 16,540 \| Heufurt \| Heufurt \| \| \| \| Bundesstraße 285 \| \| \| \| \| Basaltwerk Leimbach & Co. G.m.b.H \| \| \| \| 18,350 \| Fladungen \| 404,7 m \| \| \| \| \| \| \| Quellen: [1][2][3][4][5] \| \| \| \| |                      |                                            |                                            |
| Strecke |                      | von Schweinfurt                            | von Schweinfurt                            |
| Bahnhof | 0,000                | Mellrichstadt Bahnhof                      | 270,7 m                                    |
| Brücke über Wasserlauf |                      | Klippergraben                              | Klippergraben                              |
| Abzweig geradeaus und nach rechts |                      | nach Meiningen                             | nach Meiningen                             |
| Brücke über Wasserlauf |                      | Mahlbach                                   | Mahlbach                                   |
| Strecke mit Straßenbrücke | 1,118                | Meininger Landstraße, ztw. Bundesstraße 19 | Meininger Landstraße, ztw. Bundesstraße 19 |
| ehemaliger Haltepunkt / Haltestelle | 1,219                | Mellrichstadt Stadt                        | Mellrichstadt Stadt                        |
| Abzweig geradeaus und ehemals nach links | 1,30                 | Firma Wischerath & Schreiner               | Firma Wischerath & Schreiner               |
| Bahnübergang |                      | Bundesstraße 285 neu                       | Bundesstraße 285 neu                       |
| Abzweig geradeaus und ehemals nach links | 3,879                | Firma Rothhaupt                            | Firma Rothhaupt                            |
| Haltepunkt / Haltestelle | 5,220                | Stockheim (Unterfr)                        | 293,7 m                                    |
| Brücke |                      | Bundesstraße 285                           | Bundesstraße 285                           |
| Brücke über Wasserlauf |                      | Streu                                      | Streu                                      |
| Brücke |                      |                                            |                                            |
| Abzweig geradeaus und ehemals nach rechts |                      | Firma Nix & Zinn (Kupfermühle)             | Firma Nix & Zinn (Kupfermühle)             |
| Bahnhof | 8,040                | Ostheim v d Rhön                           | 295,3 m                                    |
| Abzweig geradeaus und ehemals nach rechts | 8,436                | Firma Grob                                 | Firma Grob                                 |
| Brücke über Wasserlauf |                      | Bahra                                      | Bahra                                      |
| Haltepunkt / Haltestelle | 12,920               | Nordheim v d Rhön (ehem. Bf)               | 332,5 m                                    |
| Abzweig geradeaus und ehemals nach links | 12,931               | Basaltwerk Leimbach & Co. G.m.b.H          | Basaltwerk Leimbach & Co. G.m.b.H          |
| Abzweig geradeaus und ehemals von links | 13,475               | Basaltwerk Leimbach & Co. G.m.b.H          | Basaltwerk Leimbach & Co. G.m.b.H          |
| Brücke über Wasserlauf |                      | Eisgraben                                  | Eisgraben                                  |
| ehemaliger Haltepunkt / Haltestelle | 16,540               | Heufurt                                    | Heufurt                                    |
| Bahnübergang |                      | Bundesstraße 285                           | Bundesstraße 285                           |
| Abzweig geradeaus und ehemals nach links |                      | Basaltwerk Leimbach & Co. G.m.b.H          | Basaltwerk Leimbach & Co. G.m.b.H          |
| Kopfbahnhof Streckenende | 18,350               | Fladungen                                  | 404,7 m                                    |
| |                      |                                            |                                            |
| Quellen: |                      |                                            |                                            |

Die Bahnstrecke Mellrichstadt–Fladungen (auch als Streutalbahn bezeichnet) ist eine Nebenbahn in Bayern. Sie verbindet im oberen Streutal Mellrichstadt in Unterfranken mit der in der Rhön gelegenen Stadt Fladungen.

## Geschichte
Seit Beginn des Jahres 1892 wurde verstärkt die Errichtung einer Bahnstrecke diskutiert, die für eine bessere Verkehrsanbindung der Rhön sorgen sollte. Bereits in den Jahren zuvor wurde eine solche von verschiedener Seite gefordert. Am 5. November 1892 beschloss der zuständige Distriktrat die Übernahme eines Teiles der Grunderwerbskosten, woraufhin 1893 die notwendigen Vermessungsarbeiten vorgenommen werden konnten. Der Bau verzögerte sich jedoch aus politischen Gründen. Erst im September 1895 konnte ein Staatsvertrag zwischen dem Königreich Bayern und dem Herzogtum Sachsen-Weimar abgeschlossen werden, der nötig war, da ein kurzer Teil (ca. 5 km) der Strecke außerhalb des bayerischen Gebietes lag. Im Dezember 1895 wurde ein Gesetzentwurf zum Bau der Strecke in den Bayerischen Landtag eingebracht, der Ende Februar 1896 vom zuständigen Ausschuss und am 18. März 1896 von der Mehrheit der Abgeordneten angenommen wurde. Am 1. Mai gab auch die Kammer der Reichsräte ihre Zustimmung. Im August 1896 begannen die Detailprojektierungsmaßnahmen, woraufhin im Januar 1898 mit den Arbeiten an der Bahnstrecke begonnen wurden, die im Dezember 1898 abgeschlossen wurden.
Am 20. Dezember 1898 fand die technische Probefahrt statt. Eine Woche später, am 27. Dezember 1898, wurde die Bahnstrecke, gebaut als Lokalbahn Mellrichstadt–Fladungen feierlich eröffnet. Am 28. Dezember 1898 begann der fahrplanmäßige Betrieb auf der Strecke.
Vom 15. Mai 1927 bis 21. September 1928 wurde das Streckengleis nördlich der Haltestelle Stockheim um bis zu sieben Meter angehoben, um die Staatsstraße überbrücken zu können. Während der Bauzeit wurde der Zugverkehr über ein Behelfsgleis an der Baustelle vorbeigeleitet.
1930 wurde das Bahngelände in Fladungen erweitert. Damit wurde dem gestiegenen Frachtaufkommen des Basaltwerkes Rechnung getragen.
Nach einem tödlichen Unfall mit einem Pferdefuhrwerk an Pfingsten 1925 erhielt die Meininger Landstraße in Mellrichstadt eine Überbrückung. Ab Herbst 1930 wurde der Bahnkörper vier Meter tiefer gelegt und die Straße mit angrenzendem Gelände um einen Meter angehoben. Für den Straßenverkehr war die Brücke ab 15. Juni 1931 befahrbar, der Bahnverkehr konnte ab 18. Juni 1931 von der geringfügig westlich zwischen Kilometer 1,0 und 1,6 gelegenen Baustellenumfahrung wieder auf die ursprüngliche Trasse zurück verlegt werden.
Der Personenverkehr endete zum Sommerfahrplan am 29. Mai 1976, der Güterverkehr am 30. Mai 1987.
Abschnittsweise wurden später Nostalgiefahrten aufgenommen. Seit 14. September 1996 fährt das Rhön-Zügle auf dem Teilabschnitt vom Museumsbahnhof des Fränkischen Freilandmuseums Fladungen nach Ostheim vor der Rhön und seit 2000 auf der Gesamtstrecke weiter bis nach Mellrichstadt, wo Anschluss an das bundesweite Schienennetz besteht. Zunächst wechselten sich die Eisenbahnfreunde Untermain e. V. (Dampfbetrieb) und die Fränkisch-Thüringische Museumsbahn Rhön e.V. (Dieselbetrieb) mit dem Betrieb der Museumsstrecke ab. 2017 übernahm der Rhön-Zügle e. V. (ehem. Eisenbahnfreunde Untermain) den Fahrbetrieb sowie die Wartungs- und Instandhaltungsarbeiten.
Glanzstück der Museumsbahn ist die wiederhergerichtete denkmalgeschützte Dampflok Gtl 4/4 mit der DR-Betriebsnummer 98 886, bei der es sich um eine Leihgabe der Stadt Schweinfurt handelt. Sie fährt an ausgewählten Tagen im Jahr, wobei die Fahrten vom Verein Rhön-Zügle e. V. besorgt werden, der den Lokführer und das weitere Personal stellt. Seit 2011 pendelt an bestimmten Tagen auch die Erfurter Bahn mit einem Regio-Shuttle zwischen Schweinfurt und Fladungen. Ab September 2014 konnte der Rhön-Zügle e. V. die 89 7373, eine wiederaufgebaute Preußische T 3 neu in Betrieb nehmen.

## Streckenverlauf
Vom Bahnhof Mellrichstadt der Bahnstrecke Schweinfurt–Meiningen zweigt die Streutalbahn Richtung Nordwesten ab, indem sie eine kleine Geländezunge zwischen Streutal und Mahlbachtal durchschneidet und den Mahlbach quert. Nördlich der Mellrichstädter Altstadt verläuft die Strecke durch einen Geländeeinschnitt, weitere topographische Unterschiede werden mit Dämmen bis Stockheim ausgeglichen. Hinter dem Dorf wechselt der Bahnkörper auf die südliche Talflanke, bis kurz vor Nordheim überwiegend entlang von Bergrücken. Gelegentlich werden der Streu zufließende Bäche gequert, die Trasse bleibt bis zum Endhalt in Fladungen meist wenige hundert Meter südlich der Streu.

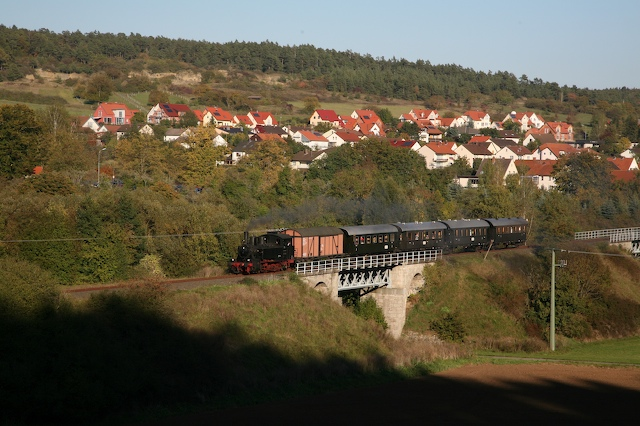
98 886 bei Stockheim, August 2006
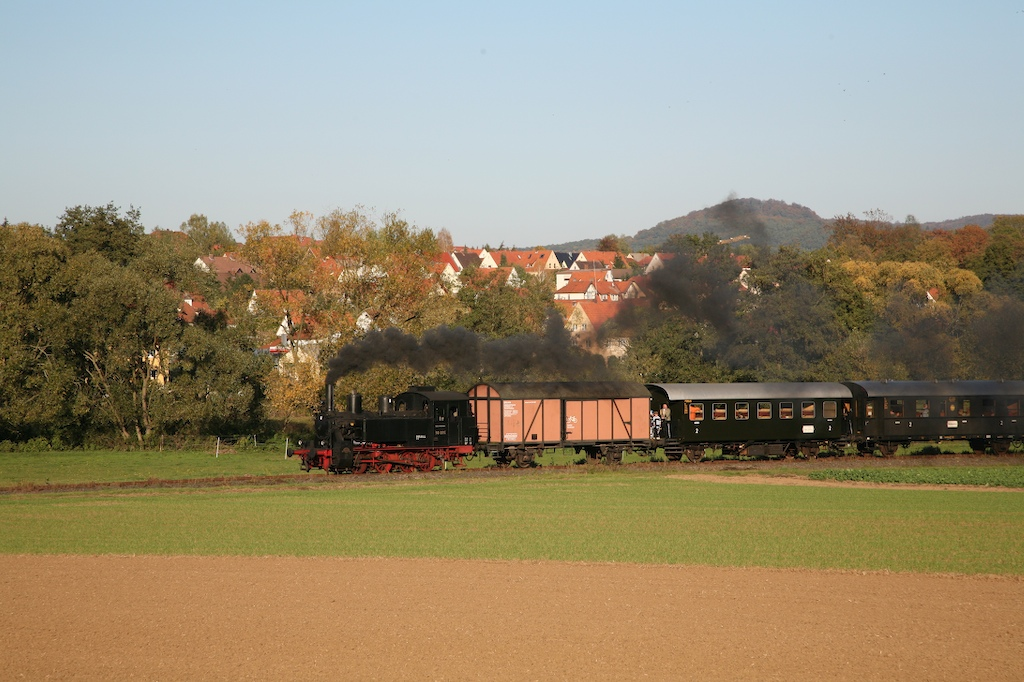
98 886 nach Ostheim
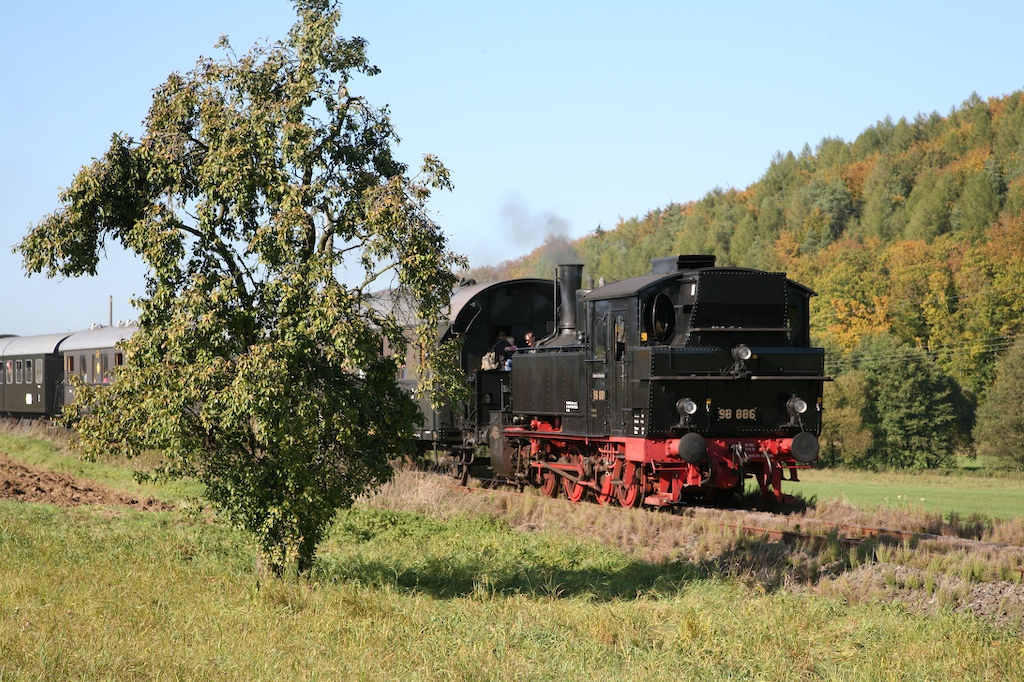
98 886 talwärts bei BÜ Heufurt
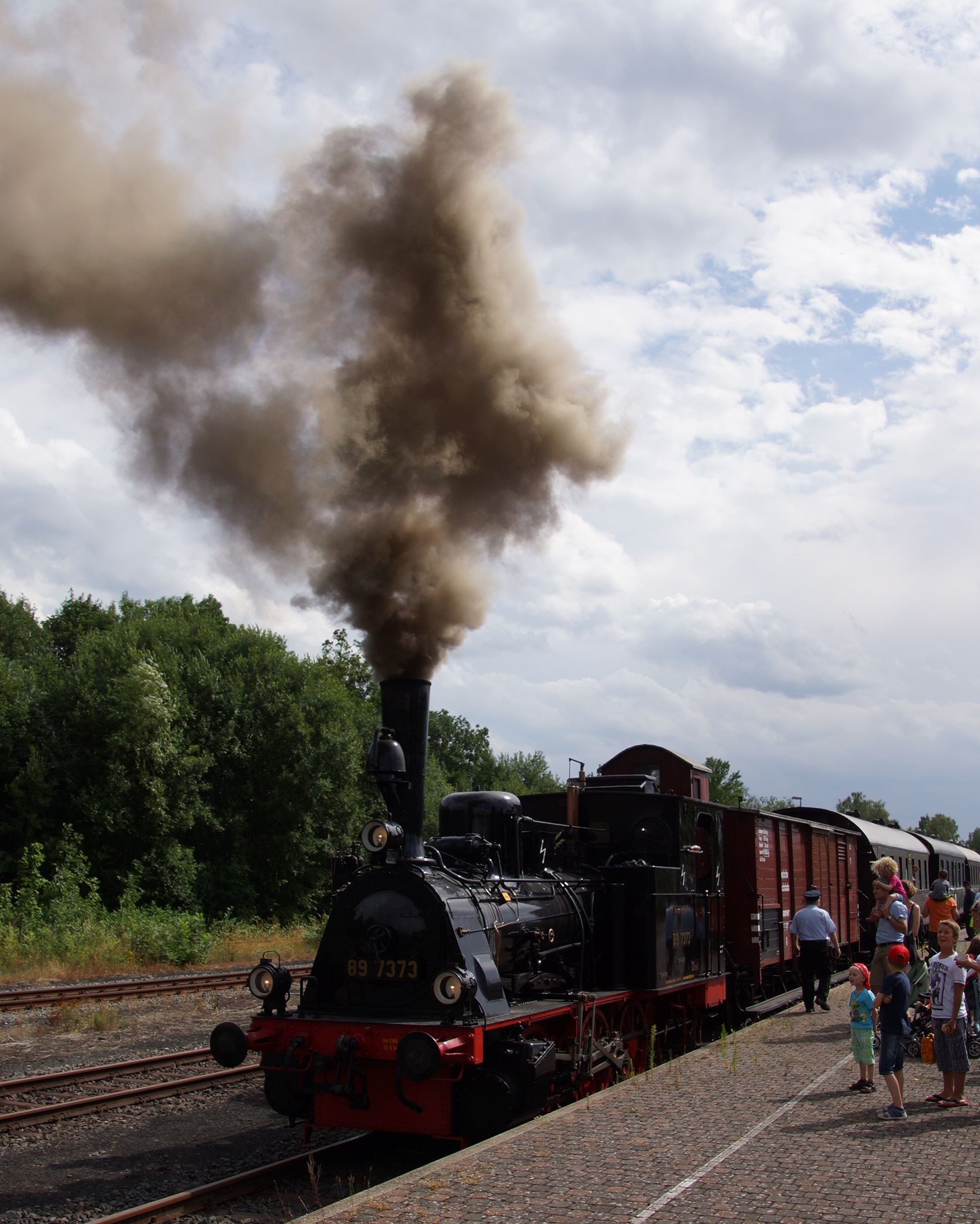
89 7373, seit September 2014 in Betrieb
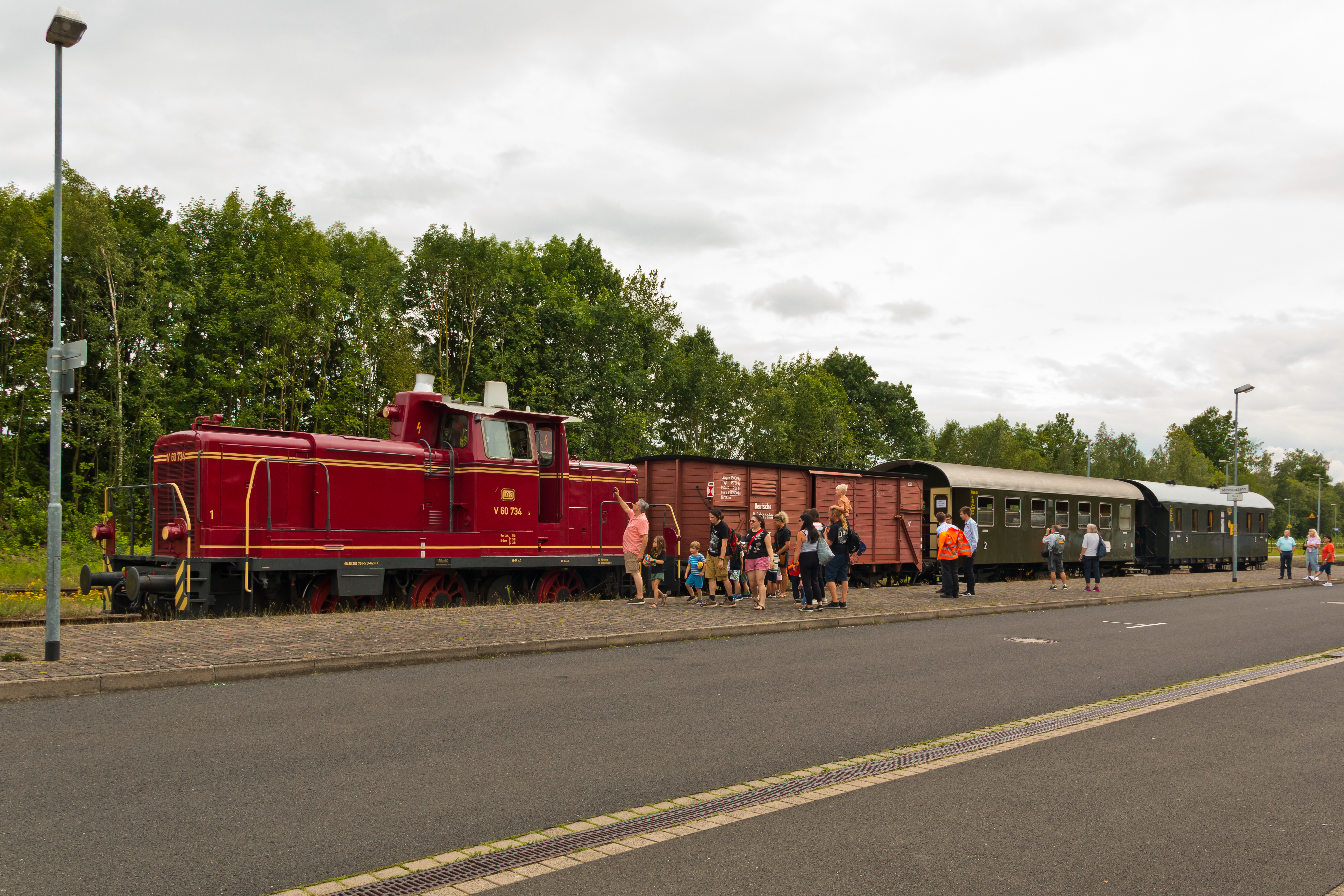
Auch eine V 60 kommt vor dem Rhönzügle zum Einsatz, hier in Mellrichstadt Bf abgelichtet

## Anschlüsse und Werkbahnen
- km 1,3: Firma Wischerath & Schreiner, Mellrichstadt (Kunststoffprodukte) - Seit 1975 zweigte unmittelbar nach dem Haltepunkt Mellrichstadt Stadt ein etwa 250 m langes Verladegleis ab. Dieses Anschlussgleis betrieb die Deutsche Bundesbahn bis zur Stilllegung des Güterverkehrs auf der Gesamtstrecke bis 1987.
- km 3,879 Firma Rothhaupt, Stockheim (Furnier- und Sägewerk) – Bis zur Stilllegung des Werkes 1981 wurde ein 185 m langes Industriegleis (Normalspur) und ein Werkbahnnetz (Schmalspur 700 mm) von der Firma Rothhaupt betrieben. Bis in die 50er Jahre wurden diese Bahnen elektrisch betrieben (150 V). Für die Schmalspurbahn war eine Lokomotive Annemarie eingesetzt für die Normalspur der Grüne Heinrich. Der Strom wurde in einer werkseigenen Wassermühle erzeugt. Danach wurde auf Dieselbetrieb umgestellt. Noch 1980 wurde für die Normalspur eine aus Darmstadt stammende Köf erworben, die Hans Dampf genannt wurde. Diese wurde 1934 mit der Fabrik-Nr. 15423 bei Krauss-Maffei hergestellt und war nacheinander als Kö 4287, 321 513 und zuletzt 322 613 einnummeriert. Diese Maschine wurde 1987 zunächst an das Freilandmuseum Fladungen abgegeben und befindet sich nach Aufarbeitung seit 2019 bei D&D Eisenbahngesellschaft mbH, Hagenow-Land.[11] Der Verbleib der anderen Lokomotiven ist nicht bekannt. Die Lokomotiven der beiden Spurweiten waren in einem gemeinsamen Lokomotivschuppen untergestellt.
- ohne km Firma Nix & Zinn, Ostheim v. d. Rhön (Holzverarbeitung) - Die Verladung erfolgte ursprünglich auf dem Streckengleis. Hierzu wurden die Wagen einfach vom Zug abgekuppelt und bei der nächsten Fahrt wieder mitgenommen. Später wurde ein Anschlussgleis in Betrieb genommen. Eine schmalspurige Werkbahn beförderte die Produkte (vorwiegend Schwellen) bis zur Verladerampe.
- km 8,04 Bahnhof Ostheim v. d. Rhön - Bis in die 1980er Jahre gab es einen Verladekran für Zuckerrüben, ein saisonal bedeutsames Produkt für die Güterbeförderung.
- km 8,436 Holzwerk Grob, Ostheim v. d. Rhön - Bis in die 1960er Jahre war ein Gleisanschluss vorhanden.
- km 12,931 und 13,475 Basaltwerk Leimbach & Co., Nordheim v. d. Rhön – Das Ladegleis wurde bis 1971 genutzt. Die Basaltprodukte wurden mit einer werkseigenen Drahtseilbahn zum Ladegleis befördert.
- km 18,35 Verladeanlagen am Bahnhof Fladungen für die Erste Bay. Basaltstein AG. Von etwa 1928 bis 1957 wurde unmittelbar neben dem Bahnhof Basalt verarbeitet und verladen.

## Trivia
- Ursprünglich erhoffte man sich eine Verbindungsbahn von Mellrichstadt über Fladungen und Wüstensachsen nach Hilders in Hessen bauen zu können. Am 16. Januar 1892 fand in Fladungen eine Versammlung hierzu statt.
- Das Stationsgebäude in Stockheim wurde mit einem zusätzlichen Warteraum der 1. Klasse für den Freiherrn von Stein aus Völkershausen errichtet.
- Bei der letzten Personenzugfahrt am 28. Mai 1976 war ein Bürger aus Mellrichstadt Fahrgast, der bereits an der Eröffnungsfahrt am 27. Dezember 1898 teilgenommen hatte.
- Am 5. April 1979 fand eine Pressefahrt zur Vorstellung des neuen Quick-Pick- Speisewagens statt. Gezogen wurde der Zug, der zudem noch aus einem Salonwagen bestand, von der Diesellokomotive 218 302 aus Regensburg. Dies war gleichzeitig die leistungsstärkste Lokomotive, die jemals nach Fladungen gelangte.